# 圣克里斯托夫 (萨瓦省)
圣克里斯托夫（法語：Saint-Christophe，法語發音：[sɛ̃ kʁistɔf]）是法国萨瓦省的一个市镇，属于尚贝里区。

## 地理
圣克里斯托夫（45°27'2"N, 5°46'32"E）面积11.01 平方千米，位于法国奥弗涅-罗讷-阿尔卑斯大区萨瓦省，该省份为法国东部省份，历史上为薩伏依的一部分，北起上萨瓦省，西接伊泽尔省和安省，南部和东部与上阿尔卑斯省和意大利接壤。
与圣克里斯托夫接壤的市镇（或旧市镇、城区）包括：拉博什、吉耶河畔圣克里斯托夫、科尔贝勒、莱塞谢勒。

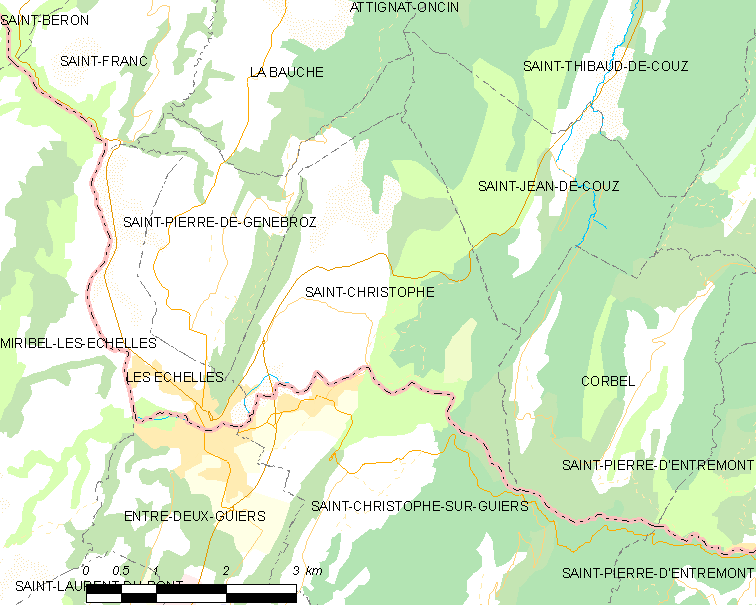
的OSM定位图

圣克里斯托夫的时区为UTC+01:00、UTC+02:00（夏令时）。

## 行政
圣克里斯托夫的邮政编码为73360，INSEE市镇编码为73229。

## 政治
圣克里斯托夫所属的省级选区为勒蓬德博瓦桑县。

## 人口

1962-2008年间人口变化图示

圣克里斯托夫于2022年1月1日时的人口数量为538人。